# Бейсбольная карточка
Бейсбольная карточка — тип коллекционных карточек, связанных с бейсболом, как правило, печатаются на определенном типе бумаги или картона. Карты, как правило, содержат изображение одного или более бейсболистов или других связанных с данным видом спорта деятелей. Наиболее распространены в США, но также популярны в таких странах, как Канада, Куба, Япония, где присутствуют фанаты профессиональной бейсбольной лиги. Основными производителями бейсбольных карточек являются Topps, Upper Deck, Panini, Donruss. Многие антикварные магазины содержат широкий спектр карточек, также есть специализированные магазины. Стоимость некоторых бейсбольных карточек может достигать тысяч долларов, а достоверная рекордная цена — 2,1 миллиона долларов США (за карту Хонуса Вагнера в 2013 году).

## История карточек
В середине XIX века в США бейсбол и фотография набирали популярность. В результате бейсбольные клубы стали позировать для групповых и одиночных фотографий, как и представители других клубов и ассоциаций. Некоторые из фотографий были напечатаны на маленьких карточках, похожих на современные фотографии в бумажник. В конце 1860-х годов бейсбол стал профессиональным спортом, появились первые коллекционные карты с изображением бейсболистов. Они использовались различными компаниями для продвижения своего бизнеса, даже если рекламируемые продукты не были связаны с бейсболом. В 1868 году «Пек и Снайдер», магазин спортивных товаров в Нью-Йорке, начал осуществлять торговлю картами с участием бейсбольных команд. «Пек и Снайдер» продавали бейсбольное снаряжение, и карты были естественным способом рекламы, став первыми бейсбольными карточками. Первые сигаретные карточки были созданы в 1875 году в виде вкладышей в сигаретные пачки табачной компанией «Аллан и Гинтер» в США. К началу 1886 года изображения бейсболистов часто вкладывались в сигаретные пачки различных табачных компаний. К концу XIX века бейсбол стал настолько популярным, что производство карточек распространилось за пределы Америки и даже на Тихоокеанские острова.
Коллекционные карты того времени содержали изображение с одной стороны и рекламную информацию с другой. Достижения в области цветной печати повысило привлекательность карт. В результате на картах стали использовать чёрно-белые фотографии или в сепии, а также цветные иллюстрации, которые не обязательно основывались на фотографиях.

## Производство
Первые бейсбольные карточки были произведены в Соединённых Штатах; вместе с растущей популярностью бейсбола бейсбольные карточки начали изготавливать и в других странах. Первые наборы появились в Японии в 1898 году, на Кубе в 1909 году и в Канаде в 1912 году.
На лицевой стороне карточки обычно находится изображение игрока с сопутствующей информацией, в том числе его имя и название команды. На оборотной стороне современные карты содержат статистику и/или биографические сведения. Многие ранние карты содержали рекламу компаний или торговые марки, особенно на обороте. Табачные компании сыграли наиболее важную роль в распространении бейсбольных карточек, которые они использовали в качестве бонусов на добавленную стоимость и в рекламе своей продукции. Функционально бейсбольные карточки являются визитными карточками, а по формату напоминают игральные карты — по крайней мере на начальном этапе. Единого стандарта на размер или форму не существует, в основном бейсбольные карточки сегодня являются прямоугольными, размером 6,4 см на 8,9 см.

## Самая дорогая карточка
Самая ценная бейсбольная карточка за всю историю существования коллекционных карт была выпущена в 1909 году, на ней изображен Хонус Вагнер. В 1988 году она была продана за рекордную сумму в 110 000 долларов. А уже в 2007 году коллекционер из Калифорнии заплатил за неё 2,8 млн долларов, тогда как за шесть месяцев до сделки она была куплена «всего» за 2,35 миллиона на интернет-аукционе eBay. Однако сделка не была открытой, и официально рекорд цены не был зафиксирован. Изначально American Tobacco Company планировалось выпустить карточки без разрешения Хонуса. Будучи убеждённым противником курения, Хонус Вагнер запретил использовать его изображение, но некоторое количество карточек было выпущено с 1909 по 1911 год. На сегодня известно всего о 57 экземплярах этой карточки. В августе 2021 года она была продана с аукциона за 6 600 000 долларов.